# 桑德波因特 (爱达荷州)
桑德波因特（英語：Sandpoint）位于美国爱达荷州北部，是邦纳县的县治所在，面积12.3平方公里。根据美国2000年人口普查，共有6,835人，其中白人占96.24%、土著美国人占1.01%。